# Anstruther
Anstruther (Skotsk gaeliska: Ànsruthair, Lågskotska: Ainster) är en ort i Fife i Skottland. Den ligger i sydöstra delen av Fife, vid Firth of Forth. Cirka 15 km söder om St Andrews. Anstruther ligger 13 meter över havet och antalet invånare är 3 527. I öster är Anstruther numera sammanväxt med Cellardyke. Orten är ursprungligen ett fiskeläge. Numera är dock turismen den viktigaste näringen i orten, som bland annat har ett fiskemuseum och även är känd för Anstruther Fish Bar, ett Fish and Chips-ställe som vunnit flera utmärkelser. Sommartid går det båtturer från Anstruther till Isle of May, en ö känd för sina lunnefåglar bland annat.

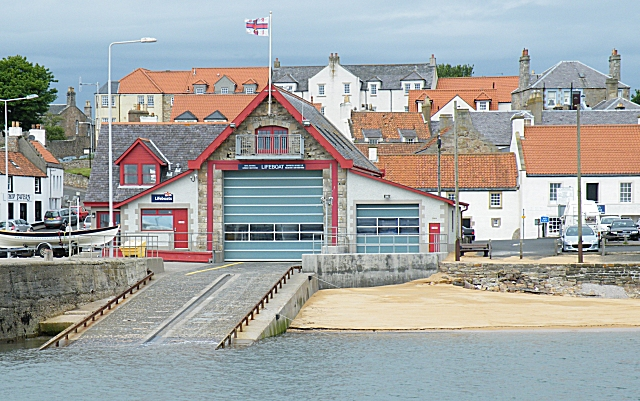
RNLIs räddningsstation i Anstruther.

RNLI har en räddningsstation i östra delen av hamnen Anstruther utrustad med två båtar. Den större Kingdom of Fife av Merseyklass och den mindre Akira av D-klass. I anslutning till räddningsstationen finns även en mindre butik.
Anstruther delas i två delar, Anstruther-Easter och -Wester av bäcken Dreel Burn. Terrängen runt Anstruther är platt. Havet är nära Anstruther åt sydost.

## Klimat
Klimatet i området är tempererat. Årsmedeltemperaturen i trakten är 6 °C. Den varmaste månaden är september, då medeltemperaturen är 12 °C, och den kallaste är januari, med 2 °C.